# Bacelarella gibbosa
Bacelarella gibbosa é uma espécie de aranha-saltadora que pode ser encontrada na Nigéria.